# Serra do Teixeira
A Serra do Teixeira é uma formação montanhosa localizada na Microrregião da Serra do Teixeira, ao sul do sertão do estado brasileiro da Paraíba. A principal cidade da região, Teixeira, tornou-se vila ao separar-se da Comarca de Patos em 1861.

## História
A denominação da serra é atribuída a Francisco da Costa Teixeira, que visitou a região em 1761. No Dicionário Corográfico da Paraíba, de Coriolando de Medeiros, há a seguinte menção sobre o provável motivo para tal nome:
Pelas sesmarias se verifica que em 1761 se havia estabelecido na região um senhor Teixeira, que se supõe ser o capitão Francisco da Costa Teixeira (...)
Por gozar de clima mais ameno e úmido com relação às áreas circunvizinhas, além de possuir solo fértil, a partir de 1830 foram feitas tentativas de introdução do trigo na região, as quais lograram algum êxito. Entretanto, os locais não investiram mais na produção, provavelmente em virtude das secas constantes ou falta de incentivos governamentais.
Tais plantações não tinham intuito comercial mas, sim, de perscrutar a possibilidade de êxito dessa cultura.
Em junho de 2023, foi criado o Parque Nacional da Serra do Teixeira.

## Geografia
A serra apresenta no seu relevo altitudes médias de 700 metros, culminando com o pico do Jabre, o ponto mais elevado da Paraíba, com 1.208 metros. Essa região serrana, que se situa nos limites com o estado de Pernambuco, serve de divisor natural dos rios que correm em direção às bacias do norte, sul e leste — bacias do Piranhas-Açu, do São Francisco e do Paraíba, respectivamente.
A vegetação predominante é mata serrana, com elementos florísticos característicos da mata úmida e da caatinga.

## Galeria

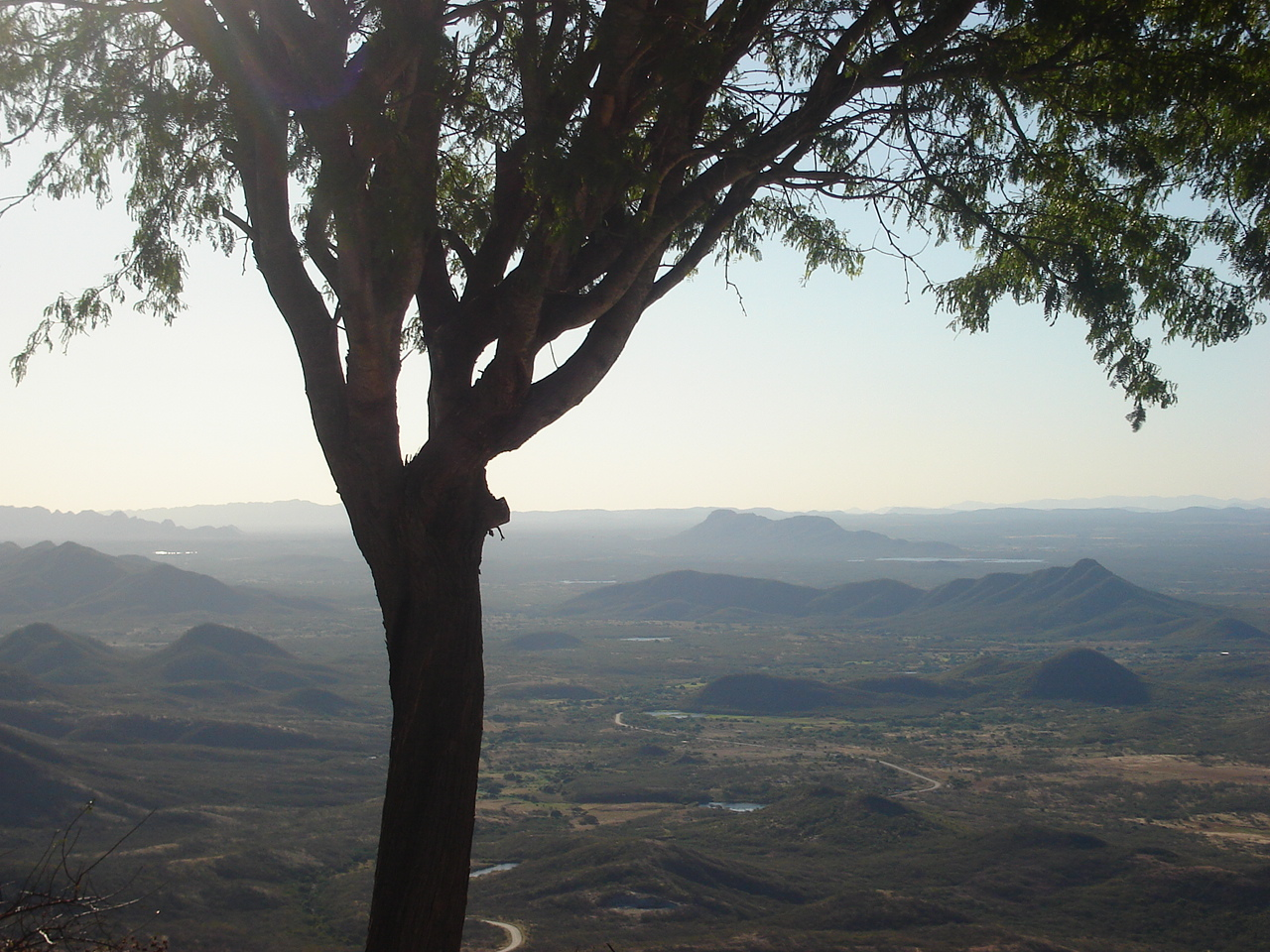
Panorâmica da serra
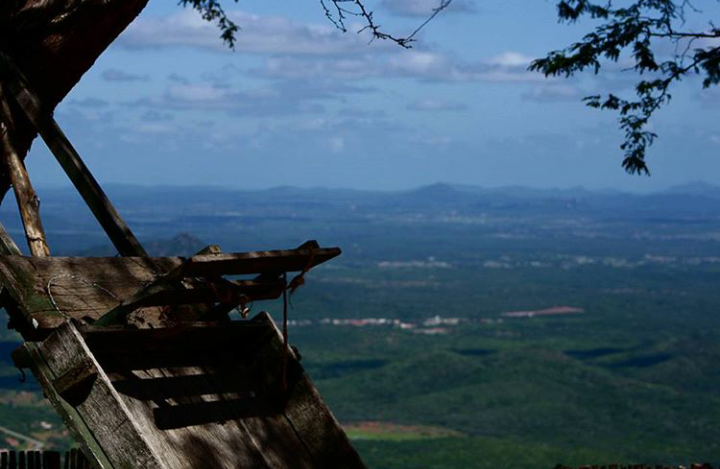
Serra ao anoitecer